# Derivado del petróleo

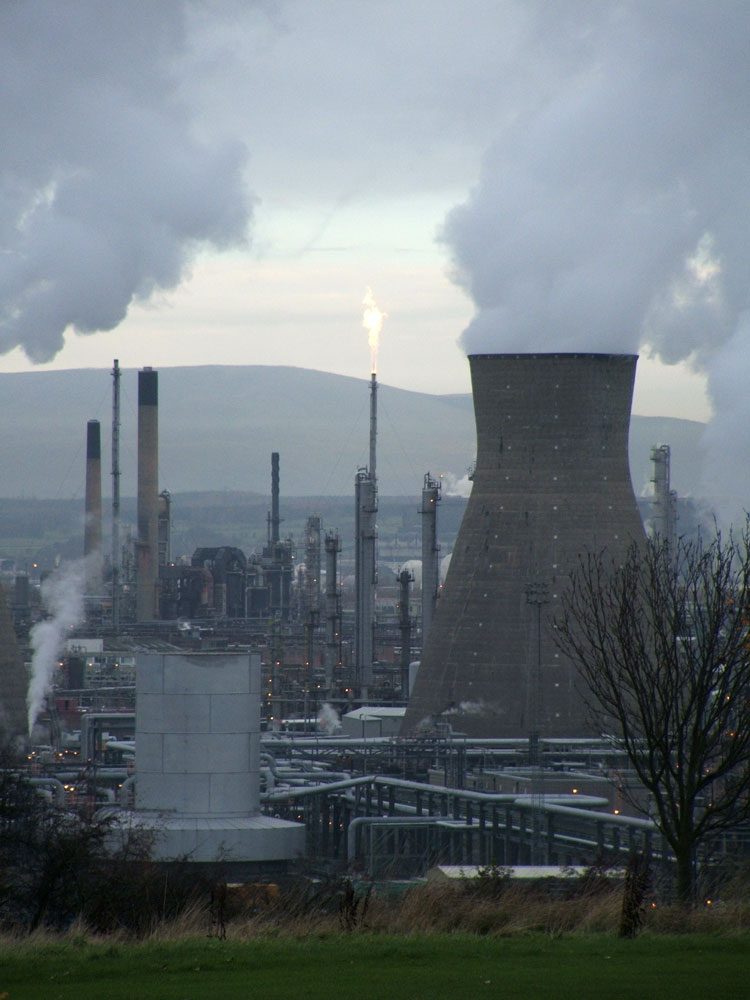
Una refinería petroquímica en Grangemouth (Reino Unido).

Un derivado del petróleo es un producto procesado en una refinería que usa como materia prima el petróleo.
Según la composición del crudo y la demanda, las refinerías pueden producir distintos productos derivados del petróleo. La mayor parte del crudo es usado como materia prima para obtener energía, por ejemplo la gasolina. También producen sustancias químicas, que se pueden utilizar en procesos químicos para producir plástico y/u otros materiales útiles. Debido a que el petróleo contiene un 2 % de azufre, también se obtiene grandes cantidades de este. Hidrógeno y carbón en forma de coque de petróleo pueden ser producidos también como derivados del petróleo. El hidrógeno producido es normalmente usado como producto intermedio para otros procesos como el hidrocraqueo o la hidrodesulfuración.

## Productos derivados del petróleo
Dentro de los productos que se generan a partir del petróleo, se distinguen, entre otros, los siguientes:
- Gasolinas: Fabricadas para automóviles y aviación, en sus diferentes grados como por ejemplo gasolina, aceite, etc; como diversos  combustibles de turbinas como el de avión, y el diésel, detergentes, entre otros. Se transporta por barcazas, ferrocarril, y en buques cisterna. Pueden ser enviadas en forma local por medio de oleoductos a ciertos consumidores específicos como aeropuertos y bases aéreas como también a los distribuidores.
- Parafina: Es la materia prima para la elaboración de velas y similares, ceras para pisos, fósforos, papel parafinado, vaselinas, fármacos, etc.
- Diésel: Ocupado como combustible para calefacción y motores diésel.
- Queroseno: Ocupado como fuente de energía para ciertas estufas y lámparas, combustible para algunos tipos de motores, y en la fabricación de insecticidas.
- Lubricantes: Aceites para maquinarias, aceites de motor, y grasas. Estos compuestos llevan ciertos aditivos para cambiar su viscosidad y punto de ignición, los cuales, por lo general son enviados a granel a una planta envasadora.
- Ceras: Utilizadas en el envase de alimentos congelados, entre otros. Pueden ser enviados de forma masiva a sitios acondicionados en paquetes o lotes.
- Cloruro de polivinilo (PVC): Existen dos tipos de cloruro de polivinilo, tienen alta resistencia a la abrasión y a los productos químicos. Se utiliza para hacer manteles, cortinas para baño, muebles, alambres y cables eléctricos. También se utiliza para la fabricación de riego, juntas, techado y botellas.
- Plásticos, pinturas, barnices, disolventes, fertilizantes e insecticidas, cauchos artificiales, poliéster...
- Polietileno: Materia prima para la fabricación de plásticos.
- Negro de humo: Fabricación de neumáticos.
- Detergentes: Para lavar.
- Producción de tíner: Adelgazador o rebajador de pinturas.
- Azufre: Subproductos de la eliminación del azufre del petróleo que pueden tener hasta un dos por ciento de azufre como compuestos de azufre. El azufre y ácido sulfúrico son materiales importantes para la industria. El ácido sulfúrico es usualmente preparado y transportado como precursor del oleum o ácido sulfúrico fumante.
- Brea o alquitrán: Se usa para sellar y aislar techos y usos similares.
- Asfalto: Se utiliza como aglutinante para la grava que forma de asfalto concreto, que se utiliza para la pavimentación de carreteras, etc. Una unidad de asfalto se prepara como brea a granel para su transporte.
- Coque de petróleo, que se utiliza especialmente en productos de carbono como algunos tipos de electrodo, o como combustible sólido.
- Petroquímicos: De las materias primas petroquímicas, que a menudo son enviadas a plantas petroquímicas para su transformación en una variedad de formas. Los petroquímicos pueden ser hidrocarburos olefinas o sus precursores, o diversos tipos de químicos como aromáticos.

Los petroquímicos tienen una gran variedad de usos. Por lo general, son utilizados como monómero o las materias primas para la producción de monómero. Olefinas como alfa-olefina y dienos se utilizan con frecuencia como monómeros, aunque también pueden ser utilizados como precursores para la síntesis de los monómeros. Los monómeros son entonces polimerizados de diversas maneras para formar polímero. Materiales de polímero puede utilizarse como plástico, elastómero, o fibra sintética, o bien algún tipo de estos tipos de materiales intermedios. Algunos polímeros son también utilizados como geles o lubricantes. Los Petroquímicos se puede utilizar también como disolventes, o como materia prima para la producción de disolventes, también se pueden utilizar como precursores de una gran variedad de sustancias químicas y productos químicos tales como los líquidos limpiadores de los vehículos, surfactante de la limpieza, etc.
- Datos: Q1059843